# Colinet de Lannoy
Colinet de Lannoy, auch Nicolas de Lannoy (aktiv in der 2. Hälfte des 15. Jahrhunderts; † vor dem 6. Februar 1497) war ein franko-flämischer Komponist und Sänger der frühen Renaissance.

## Leben und Wirken
Über das Geburtsjahr und den Geburtsort von Colinet de Lannoy konnte die musikhistorische Forschung bisher keine genauen Informationen gewinnen. Er stammte vermutlich aus der Gegend um Laon. Er ist auf Grund eines Belegs vom 6. Februar 1477 bekannt, in welchem eine Gruppe von Sängern aus der herzoglichen Kapelle in Mailand entlassen wurde, nachdem ihr Dienstherr, Herzog Galeazzo Maria Sforza am 26. Dezember des vorangegangenen Jahres ermordet worden war. Zu den ebenfalls entlassenen Begleitern Lannoys in dem gesicherten Geleitzug, der Mailand verließ, gehörten Johannes Martini, Jean Japart und Loyset Compère. Über den weiteren Lebensweg und Aufenthalt Lannoys ist nichts überliefert. Er könnte verwandt gewesen sein mit zwei weiteren Sängern an der französischen Hofkapelle, die in der Déploration auf den Tod von Johannes Ockeghem (1497) des Dichters Guillaume Crétin neben etlichen anderen bekannten Musikern aufgeführt wurden: Jehan de Lannoy (belegt 1447–1468) und David de Lannoy (belegt 1461–1475). Dagegen ist er mit einem Karolus de Lannoy, nachweisbar in Bourges, Mantua, Florenz und Bologna, verschwägert mit Heinrich Isaac und 1506 verstorben, mit Sicherheit nicht identisch. Auf Grund der Erwähnung in der genannten Deploration gehen die Musikhistoriker davon aus, dass Colinet de Lannoy vor dem 6. Februar 1497 verstorben ist.

## Bedeutung
Colinet gilt als gesicherter Verfasser des vielfach überlieferten und offensichtlich zu damaligen Zeiten sehr beliebten dreistimmigen Rondeau-Liedes „Cela sans plus et puis hola“. Dieses Lied liegt auch in einer vierstimmigen Fassung vor, wobei die hinzugefügte Bassstimme aus Stilgründen gut von Johannes Martini stammen könnte. Darüber hinaus ist diese Komposition in einer Handschrift von Fridolin Sicher, eine Quinte höher transponiert, als Intabulierung überliefert. Sowohl Martini als auch Jacob Obrecht haben dieses Stück als Grundlage für Messen verwendet, und die Tenorstimme fand Eingang in die fünfstimmige Version des komponierenden Papstes Leo X. (Amtszeit 1513–1521). Zu dem Lied „Adieu naturlic leven min“ gibt es vier Quellen, jedoch ist nur in einer davon dieses Text-Incipit enthalten und Colinet zugeschrieben.
Der überlieferte Messzyklus steht stilistisch Johannes Martini nahe und ist in zwei unterschiedlichen Fragmenten überliefert. Das eine anonyme Fragment enthält nur Sanctus und Agnus Dei, das andere enthält Credo und Sanctus mit der ungenauen Zuschreibung an „Lannoy“, so dass diese Komposition keineswegs sicher auf Colinet de Lannoy zurückgehen muss.

## Werke
- Missa zu drei Stimmen (Fragment), Autorschaft nicht gesichert
- Lied „Adieu naturlic leven min“ zu drei Stimmen
- Rondeau (?) „Cela sans plus et puis hola“ zu drei Stimmen